# Kineas

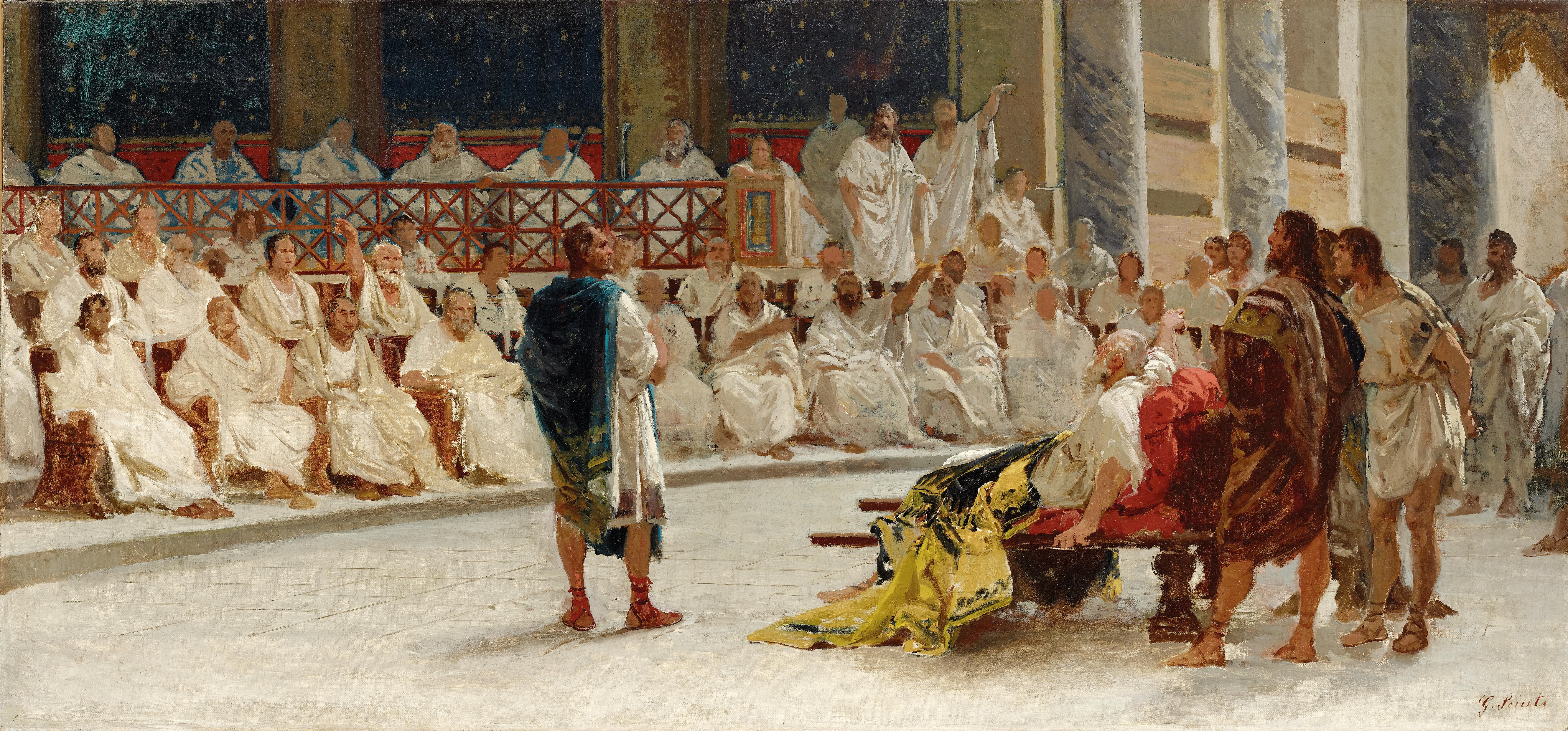
Appius Claudius Caecus (liggend) repliceert op Kineas (staand) in de Romeinse senaat (historiestuk van Giuseppe Sciuti)

Kineas (Oudgrieks: Κινέας; gelatiniseerd: Cineas) (ca. 350 v.Chr. – ca. 277 v.Chr.) was een raadgever en diplomaat van koning Pyrrhos I van Epirus. Hij schreef enkele verloren gegane werken: een samenvatting van de krijgskundige geschriften van Aineias Taktikos, vermoedelijk voor Pyrrhos, en een geschiedenis van Thessalië.

## Leven
Kineas kwam uit Thessalië en werd opgeleid door de grote redenaar Demosthenes. Hij was ingevoerd in de filosofie van het epicurisme. Na het voltooien van zijn opleiding trad hij als diplomaat in dienst van koning Pyrrhos. Die stelde zijn retorische vaardigheden zeer op prijs en zou zelfs hebben gezegd dat Kineas meer steden had gewonnen met woorden dan hijzelf met wapens. 
Kineas raadde Pyrrhos de Italiaanse oorlog af, maar kon hem niet overtuigen. Eind 281 v.Chr. leidde hij de voorhoede van drieduizend man naar Tarente. Tijdens de oorlog met de Romeinen werd hij één of meerdere keren als gezant naar Rome gestuurd. De bronnen spreken zich enigszins tegen en de chronologie laat zich niet exact reconstrueren. Wellicht na Pyrrhos' zege bij Herakleia probeerde hij een vrede te onderhandelen met de Romeinse senaat. Hij maakte indruk met zijn geheugen en bracht naar Grieks gebruik geschenken mee voor de vrouwen en dochters van de senatoren, wat door hen werd opgevat als een poging tot omkoping. Toen de vooraanstaande senator Appius Claudius Caecus dit aanklaagde en zich ook kantte tegen onderhandelingen met een vijand die zich nog op Italische bodem bevond, werd het vredesaanbod van de hand gewezen. 
Kineas was nog getuige van de lichting van twee nieuwe legioenen door consul Publius Valerius Laevinus en keerde terug met de boodschap dat ze tegen een hydra vochten. De oorlog ging verder met een nieuw succes van Pyrrhos bij Ausculum, maar dat bleek een pyrrusoverwinning te zijn. Opnieuw werd Kineas naar Rome gestuurd, maar hij kon er niets bereiken. Het jaar daarop, in 278 v.Chr., voerde hij met enig succes onderhandelingen met de steden van Sicilië. Hij stierf waarschijnlijk vóór Pyrrhos in 276 v.Chr. terugkeerde naar Italië.

## Receptie
Het werk van Kineas werd in de tijd van Cicero nog steeds gelezen. 
Veel weerklank vond de poging van Kineas, zoals beschreven door Ploutarchos, om Pyrrhos te weerhouden van een aanvalsoorlog in Italië. Rabelais nam een episode van gelijke strekking op in Gargantua en Pantagruel en ook de humanisten Thomas More en Desiderius Erasmus maakten het argument. Émeric Crucé noemde Kineas in de titel van zijn boek Le nouveau Cynée (1623), waarin hij voorstelde de vrede te bevorderen door een soort permanente volkenbond van diplomaten.
Ook in de geschiedenis van de filosofie is de anekdote sterk aanwezig. Michel de Montaigne reflecteerde erover in zijn essay over de ongelijkheid tussen mensen (Essais, I.42) en Pascal haalde haar aan in zijn Pensées. Hoewel Pascal het ongeluk van de mensen weet aan het feit dat ze niet rustig in hun kamer konden blijven, meende hij dat ze door verveling steeds advies zoals dat van Kineas in de wind zouden slaan. Simone de Beauvoir zette in Pyrrhus et Cinéas (1943) haar existentialistische filosofie uiteen. Zij verkoos de ondernemende Pyrrhos boven de rust van Kineas. Hans Blumenberg trok in 1987 de politieke geldigheid van Kineas' argument in twijfel.

## Antieke bronnen
- Ploutarchos, Leven van Pyrrhos, 11-22
- Plinius, Naturalis historia, 7.88
- Kassios Dion, Romeinse geschiedenis, 9.40.5
- Appianos, Romeinse geschiedenis: de Samnitische oorlogen, 10
- Justinus, Historiarum libri, 18
- Cicero, Epistulae ad familiares, 9.25.1